# الكمانة

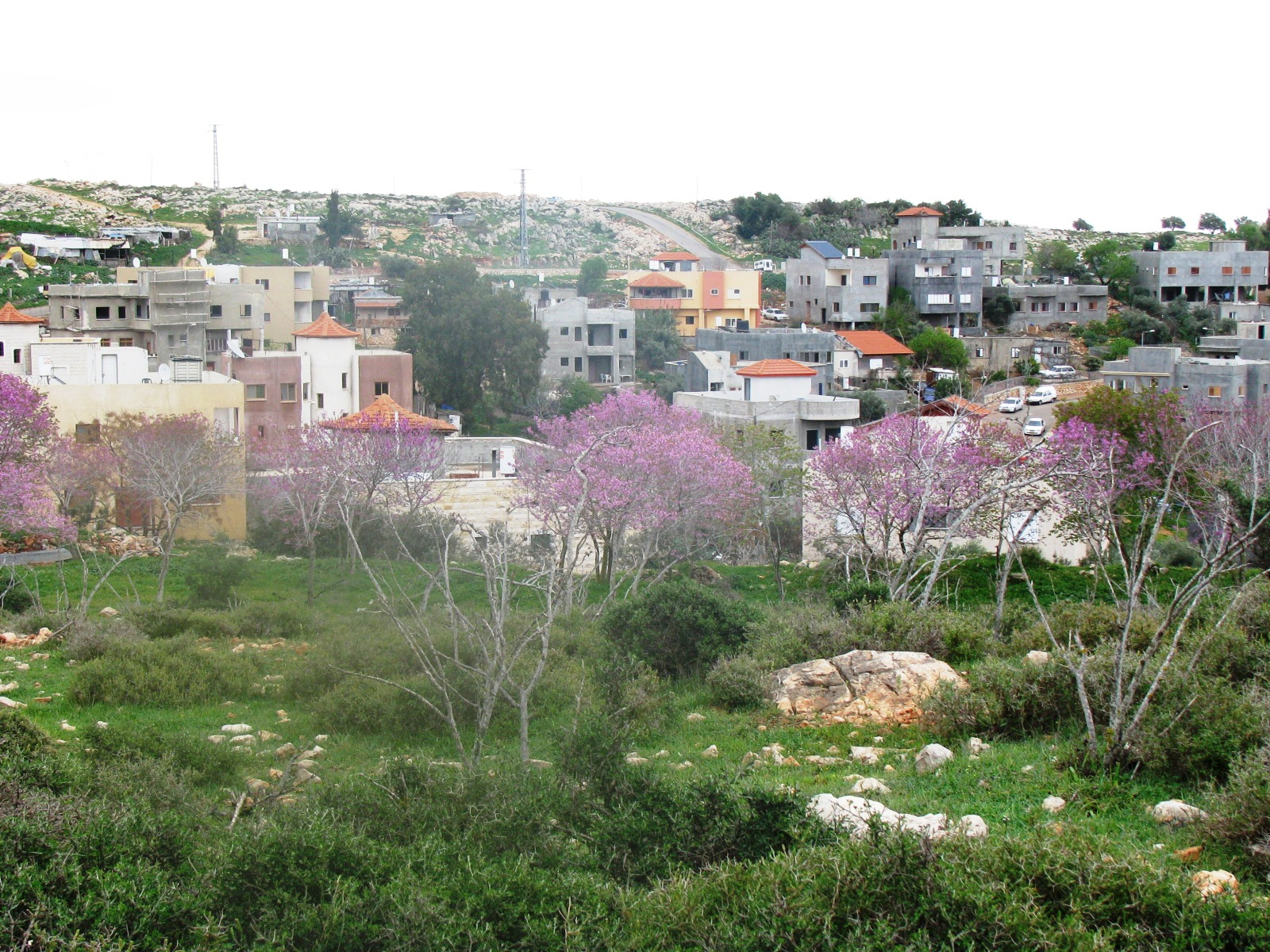
قرية الكمانة من جهة الغرب

الكمانة هي قرية تقع على جبل كمانة المرتفع عن سطح البحر 598 مترا والذي يعتبر أعلى جبال الجليل الأسفل، ويقع على الحد الفاصل بين الجليلين الأعلى والأسفل إلى الشرق من مدينة كرمئيل، داخل منطقة نفوذ المجلس الإقليمي «مسجاف».
إلى جانب جبل الكمانة من الجهة الشرقية يمتد وادي سلامة الذي يصب في بحيرة طبريا والذي يفصل بين جبل حزور في الشرق وجبل الكمانة في الغرب، وعلى امتداده نجد قريتي راس العين.
تقسم الكمانة من ناحية جغرافية إلى قسمين شرقية وغربية ويفصل بينهما وادي الكمانة.
جبل الكمانة عبارة عن مطلّة، حيث إذا نظرنا منه إلى الجهة الشمالية الشرقية يمكن أن نرى جبل الشيخ في أعالي هضبة الجولان وإذا نظرنا إلى الشمال يمكن أن نرى مدينة صفد في الأفق البعيد وجبل ميرون – الجرمق – ، وكلما اقتربنا إلى الجهة الشمالية الغربية نجد عدة قرى عربية مرتبة على النحو التالي من الشرق إلى الغرب: عين الأسد وقرى الشاغور: الرامة، ساجور، نحف، البعنة، دير الأسد، ومجد الكروم. يفصل هذه القرى عن جبل الكمانة سهل مجد الكروم الذي يمتد من مجد الكروم غربا حتى الرامة شرقا، حيث تغطيه أشجار الزيتون العريقة.
إذا نظرنا إلى الجهة الشرقية يمكن أن نطل على بحيرة ومدينة طبريا وان نرى حطين في الأفق البعيد في الجهة الجنوبية الشرقية، ويمكن أن نرى في الجهة الشرقية جبل حزور الذي أقيمت عليه مستوطنة حزون وعلى سفحه الجنوبي نجد قرية المغار وراس الخابية وحي الجمشة.
إذا نظرنا إلى الجهة الجنوبية يمكن أن نرى في الأفق البعيد جبال الناصرة وفي الجهة الجنوبية الغربية يمكن أن نرى جبال الكرمل ومدينة حيفا، وإذا اقتربنا شمالا نرى جزءا من سهل البطوف وبعضا من قراه مثل: عيلبون، البعينة- النجيدات، وإذا اقتربنا شمالا أكثر نرى بعض المستوطنات والمناطر التي أقيمت جنوبي قرى البطوف (القرى التي تحد البطوف من الشمال) القريبة من جبل الكمانة وهي من الشرق: دير حنا، عرابة، سخنين، وإلى الغرب نجد قرية كوكب أبو الهيجا والمجلس الإقليمي «مسجاف» وبعض من المستوطنات التابعة له.
وفي المنطقة الجنوبية الغربية القريبة من جبل الكمانة نجد سهل سخنين المسمى«مل سخنين» نسبة لأشجار المل التي تعيش فيه ونجد فيه بعض المستوطنات التابعة للمجلس الإقليمي «مسجاف» مثل: «معليه تسفيه»، «لوتم» و «اشحار» وفي الجهة الجنوبية الغربية نجد قرية الحسينية التي اعترف بها مؤخرا وقرية «رمية» غير المعترف بها والتي أحاطتها أحياء مدينة كرمئيل.
```
وفي الغرب في الأفق البعيد وعلى بعد حوالي 25 كم نرى 
البحر الأبيض المتوسط
 … وفي الغرب القريب من جبل الكمانة نجد مدينة كرمئيل التي أقيمت في سهل الشاغور سنة 1964 .
```

وأخيرا على جبل الكمانة بجانب الكمانة الشرقية أقيمت سنة 1981 مستوطنة كمون وبجانب الكمانة الغربية أقيمت مستوطنة مخمانيم.
اعتراف الحكومة بالقرية:
تم الاعتراف بالقرية حسب قرار الحكومة رقم 206 من تاريخ 24/12/1995.
```
رمز القرية: 989 .
```

عدد العائلات: 250 عائلة.
عدد السكان: 1300 نسمة.
```
* في 5/9/2001 أصدرت المحكمة العليا قرارا بضم الأحياء (الحي الغربي والجلسة) الموجودة خارج الخارطة ضمن منطقة نفوذ القرية.
```

- في أكتوبر 2001 بدأ المواطنون بإعداد خارطة جديدة لتوسيع الخارطة القائمة وضم الحيين المذكورين حسب قرار المحكمة العليا.
- بتاريخ 20/9/2008 تم إيداع الخارطة الجديدة في اللجنة اللوائية للتنظيم والبناء من اجل المصادقة النهائية عليها.

## السكان
يبلغ عدد سكان الكمانة اليوم 1300 نسمة (250 عائلة) ينتمون جميعهم إلى عشيرة السواعد التي يبلغ تعدادها حوالي 12 ألف نسمة يعيشون في منطقة الجليل. تقسم الكمانة إلى عدة أحياء منفصلة عن بعضها البعض حيث يتوزعون على النحو التالي:
الكمانة الشرقية، حي الجلسة وحي شحادة يسكن فيها حوالي 800 نسمة، والكمانة الغربية، حي قليب وحي غبيس عدد السكان حوالي 500 نسمة.
يعتاش سكان الكمانة اليوم في غالبيتهم على العمل في البناء، في مصانع مدينة كرمئيل، والبعض يعمل في مجال التربية والتعليم حيث يمكن أن نجد في الكمانة ما يزيد عن الخمسين من حاملي الشهادات الجامعية المختلفة، ولا ننسى أن هنالك جزءا يعتبر عاطلا عن العمل ويتقاضى مبلغا شهريا بسيطا كمخصصات بطالة. أما في السابق اعتمد السكان على تربية الماشية والزراعة، لكن سياسة تهويد الجليل وبناء المستوطنات والمناطر في الجليل وعلى جبل الكمانة، أدى إلى تضييق الخناق حول السكان العرب الذين يعيشون في هذه المنطقة مما أدى بهم إلى بيع ماشيتهم إلى سكان المستوطنات المجاورة. بعد أن كان سكان الكمانة يبيعون الحليب ومنتجاته أصبحوا يشترونه من «الخواجات» الذين أصبحوا أصحاب الأملاك وسيّجت المراعي لصالحهم، وما تحظى به ماشيتهم لا يحظى بها السكان العرب. بالرغم من هذا كله تعتبر العلاقات الاجتماعية بين العرب مع جزء من سكان المستوطنتين جيدة ويطغى عليها روح التعاون والتفاهم وقد بدأ ذلك بتزويد السكان العرب بالكهرباء من قبل السكان اليهود الذين يسكنون «كمون» «ومخمانيم» قبل أن يتم إيصال القرية للكهرباء. وبعضهم يشاركون السكان العرب فعاليات ونشاطات معينة.
سكان الكمانة بعد أن كانوا متنقلين يسكنون الخيام والكهوف، بنوا بيوتا ثابتة من الحجر وسكنوا فيها، حيث نجد في سنوات الثلاثين من القرن المنصرم كان هنالك 11 بيتا من الحجر في الكمانة الشرقية وفي الجلسة، 5 بيوت في الكمانة الغربية.
تعرض سكان الكمانة في بداية الحرب سنة 1948 للسلب والنهب من قبل مجموعات مسلحة، حيث نهبت بعض البيوت، وبعض الماشية. ويحكى أنه تم نهب مواشي القرية ومن بين المواشي التي نهبت «الفدان» الخاص بالمختار، والفدان عبارة عن زوج من الثيران كان المختار يستعملهما لحراثة الأرض وزراعة القمح. ولأهمية هذه المواشي لحق المختار بهذه المجموعات المسلحة في ضواحي العشيرة وتوسل إليهم كي يعيدوا له زوج الثيران. ولكن للأسف هذا التوسل لم يجد نفعا. في تلك الفترة قام البعض ممن كانوا يملكون أبقارا للحليب أو غيرها بطرد بعض هذه المواشي الضرورية إلى المناطق الوعرة المجاورة لمنازلهم وذلك خوفا من أن تنهب من قبل مجموعات اللصوص. ويحكى أيضا أن جزءا كبيرا من سكان الكمانة وخوفا على حياتهم من الحرب، تركوا منازلهم ونزحوا إلى الشمال نحو الحدود اللبنانية وقسم وصل إلى عين السهلة في بيت جن. ولكن واجهتهم صعوبة كبيرة جدا في نقص المياه والغذاء، وقلة وسائل النقل، حيث حملوا بعض أمتعتهم على الدواب ولكن بعد تشاور بينهم قرروا العودة إلى منازلهم التي تركوها خوفا.
حصل سكان الكمانة على الهوّيات الإسرائيلية مع إقامة الدولة والذي يشير إلى اعتراف الدولة بقرية الكمانة، وتم تسجيل قرية الكمانة كعنوان لهؤلاء السكان، وكذلك ظهرت قرية الكمانة (الخربة – في الكمانة الشرقية) في خرائط الانتداب البريطاني منذ عام 1914 كقرية مثل باقي القرى الأخرى في المنطقة. وفي تلك الفترة وصل عدد السكان إلى 750 نسمة (يشمل هذا العدد جميع عرب السواعد في منطقة جبل الكمانة والمنطقة المجاورة له لأنهم تسجّلوا جميعا كسكان الكمانة).
كان سكان الكمانة يملكون 1000 دونم مسجّلة ملكيتهم بالطابو، وارتبط سكان الكمانة بعلاقات اقتصادية واجتماعية مع المجتمع العربي المحيط بهم خاصة مع قريتي الرامة ونحف.
ممثلو الحكم العسكري بدأوا بإتباع سياسة جديدة منذ عام 1963 عندما قامت الحكومة بإغلاق المدرسة من أجل ترحيل سكان الكمانة عن قريتهم، وقد تفاقم الوضع عندما تم سن قانون التنظيم والبناء عام 1965 والذي تجاهلت من خلاله مؤسسات الدولة المختلفة وجود قرية الكمانة وقامت بحرمانها من كل الخدمات الأساسية مما اضطر سكان القرية إلى التنازل عن كثير من خدمات الدولة من أجل البقاء في بلدهم. أما بالنسبة للخدمات الضرورية كالتعليم والصحة اضطروا الذهاب مسافة 12-13 كيلو متر ذهابا وإيابا يوميا من الكمانة إلى هذه القرى لتلقي الخدمات التعليمية والصحيّة.

## التربية والتعليم
حتى عام 1963 كانت في قرية الكمانة مدرسة ابتدائية حتى الصف الثامن، وقد درّس فيها معلمون من القرى المجاورة: الرامة، نحف، مجد الكروم، دير حنا وغيرها. وقد أقفلت في هذه الفترة بناء على أمر عسكري على ان هذه المنطقة ومنطقة مل سخنين الواقعة جنوبي جبل الكمانة والتي سميت «منطقة رقم 9» هي منطقة عسكرية مقفلة وهنالك خطر على وجود الطلاب في المدرسة خوفا من إصابتهم بالعيارات النارية نتيجة للمناورات العسكرية. ولذلك بعد هذه الفترة توجه الطلاب للدراسة في قريتي الرامة ونحف المجاورتين، للتعلم في المراحل: الابتدائية، الإعدادية والثانوية وقد كان يسير الطلاب يوميا صيفا في ساعات الحر الشديدة وشتاء في ساعات البرد القارص والشتاء الغزير مسافة تصل حتى 13 كم في الاتجاهين ذهابا وايابا.
وقد تحمّل الطلاب صعوبات جمّة في سبيل الحصول على العلم، الذي فجّر الوعي لدى بعض شباب القرية الذين طرحوا قضية القرية على المسؤولين في الوزارات المختلفة خاصة وزارة الداخلية وقد أقيمت الجمعيات التي عملت على إيصال طلبات السكان والعمل على الاعتراف بالقرية والقيام بالفعاليات اللامنهجية والرياضية ومن أهم هذه الجمعيات «جمعية الرفاه والازدهار» لقرية الكمانة.
في سنة 1987 تم فتح أول روضة أطفال في الكمانة الغربية بواسطة جمعيه محليه، وبدعم من أطر خارجية تم الاعتراف بالروضة من قبل وزارة المعارف، وفي سنة 1996 انتقلت إدارة الروضة إلى المجلس الإقليمي مسجاف.
وفي سنة 1991 تم فتح أول روضه أطفال في الكمانة الشرقية التي ساهم في تمويلها وإدارتها جمعية الرفاه والازدهار في الكمانة و«لجنة الأربعين»، وفي سنة 1996 انتقلت إدارة الروضة إلى المجلس الإقليمي مسجاف.
في العام 2000 تم افتتاح مدرسة ابتدائية في القرية يتعلم فيها طلاب الكمانة، الحسينية وعرب النعيم، وأما في مرحلة التعليم الثانوي يتعلم طلابنا في القرى المجاورة: الغالبية في مدرسة أورط الشاملة -وادي سلامة والبعض في مدارس نحف والرامة.